# The Last Wave
The Last Wave is een Australische dramafilm uit 1977 onder regie van Peter Weir.

## Verhaal
David Burton is advocaat in Sydney. Hij neemt de verdediging op zich van een groep Aboriginals. Hij wil de waarheid over hen ontdekken en raakt zo almaar dieper betrokken.

## Rolverdeling
- Richard Chamberlain: David Burton
- Olivia Hamnett: Annie Burton
- David Gulpilil: Chris Lee
- Frederick Parslow: Pastoor Burton
- Vivean Gray: Dr. Whitburn
- Nandjiwarra Amagula: Charlie
- Walter Amagula: Gerry Lee
- Roy Bara: Larry
- Cedrick Lalara: Lindsey
- Morris Lalara: Jacko
- Peter Carroll: Michael Zeadler
- Athol Compton: Billy Corman